# 송문헌 (1892년)
송문헌(宋文憲, 일본식 이름: 야마키 후미노리(山木文憲), 1892년 6월 16일 ~ 1970년 8월 14일)은 일제강점기의 관료이다.

## 생애
조선총독부 중추원 참의를 지낸 송문화의 동생이다. 한성부에서 태어나 송문화와 마찬가지로 관립 한성사범학교에서 수학했다. 1911년에 학교를 졸업한 뒤 견습으로 일하다가, 1915년 평안북도에서 군서기로 임명되어 조선총독부 관리가 되었다. 이후 평안북도 지역과 경기도 지역에서 도서기로 근무했다.
조선총독부 내무국에서 일하던 1923년에 경상북도 청송군 군수로 승진했다. 경북 지역에서 청송군, 예천군, 상주군 군수를 역임했으며, 1930년에는 경상북도 산업과장, 1934년 경상남도 산업과장에 임명되었다.
예천군수로 근무할 때 일본 정부로부터 1928년 쇼와대례기념장을 받고 1932년에는 훈6등 서보장을 받는 등 1935년을 기준으로 정6위 훈6등에 서위되어 있었다. 1935년에 총독부가 편찬한 《조선공로자명감》에도 실려 있다.
이후로도 승진을 거듭해 강원도, 함경남도 참여관과 황해도, 충청남도 지사를 지냈다. 1942년에 《동양지광》이 태평양 전쟁에서 일본군이 싱가포르를 함락한 것을 축하한다며 각계 인사의 축하 메시지를 모아 특집으로 게재했을 때 황해지사 자격으로 참여한 일이 있다.
2002년 민족정기를 세우는 국회의원모임이 발표한 친일파 708인 명단 중 도지사, 도 참여관, 조선총독부 사무관의 세 부문에 수록되었고, 2008년 민족문제연구소가 정리한 친일인명사전 수록예정자 명단에도 관료 부문에 포함되었다. 2009년 친일반민족행위진상규명위원회가 발표한 친일반민족행위 705인 명단에도 포함되었다.

## 같이 보기
- 송문화